# Eugênio (mestre dos ofícios)
Flávio Eugênio (em latim: Flavius Eugenius) foi um oficial romano do século IV, ativo durante o reinado do imperador Constante I (r. 337–350).

## Vida
A carreira de Eugênio é toda descrita em uma inscrição (vi 1721 = D 1244): homem claríssimo, ex-prefeito pretoriano, cônsul ordinário designado, mestre dos ofícios, conde da primeira ordem doméstico [na corte] e palatino. Os autores da PIRT consideram que sua carreira inteira foi gasta no serviço palatino. É possível que ele tornou-se mestre das cerimônias em 342 e em seguida tornar-se-ia mestre dos ofícios, ofício que ocupou até 349. A forma como o ofício de "prefeito pretoriano" é descrito na fonte (ex-praefecto praetorio) levou os autores da PIRT a considerarem que foi honorífico, tendo sido conferido após sua aposentadoria do ofício de mestre dos ofícios. Também é possível que ele morreu enquanto cônsul designado.
Segundo sua inscrição, sua estátua no Fórum de Trajano foi restaurada por Constâncio II (r. 337–361) e o césar Juliano em ca. 355/361; ela foi erguida por Constante, mas foi destruída depois, talvez pelos apoiadores do usurpador Magnêncio (r. 350–353). Se sabe que ele utilizou sua influência como ministro de Constante para usurpar a terra de Aristófanes de Corinto com quem era aparentado pelo matrimônio. Isso obrigou Aristófanes a fugir à Síria, onde, através da influência de Fortunaciano, tornar-se-ia agente nos assuntos. No meio tempo suas propriedades foram devastadas por Eugênio.